# Sông Đăk G'lun
Sông Đăk G'lun, có khi viết là Đắk G'lun, Dak G'lun hay Đắk G'lum, Đắk Lung, là một dòng thượng nguồn của sông Bé trong hệ thống sông Đồng Nai.
Sông Đắk G'lun chảy ở các huyện Tuy Đức tỉnh Đắk Nông, huyện Bù Gia Mập tỉnh Bình Phước, Việt Nam .

## Dòng chảy
Sông Đăk G'lun bắt nguồn từ các suối ở vùng núi biên giới Việt Nam - Campuchia thuộc xã Đắk Búk So huyện Tuy Đức tỉnh Đắk Nông 12°13′57″B 107°25′28″Đ / 12,23248°B 107,424427°Đ
Sông chảy uốn lượn theo hướng nam, tây nam, tây, rồi tây nam và hợp lưu với Sông Đắk R' Lấp thành sông Bé tại huyện Bù Gia Mập. Vùng hợp lưu hiện là lòng hồ thủy điện Thác Mơ.

## Thắng cảnh
Thác Đắk G'Lun tại vùng đất Thôn 5 xã Quảng Tâm, Tuy Đức là một thắng cảnh và địa điểm du lịch hấp dẫn ở tỉnh Đắk Nông . 12°09′21″B 107°25′16″Đ / 12,155696°B 107,421148°Đ

## Thủy điện
Thủy điện Đăk Glun có công suất lắp máy 18 MW xây dựng trên dòng Đăk G'lun, hoàn thành tháng 8/2011. 12°1′37″B 107°10′59″Đ / 12,02694°B 107,18306°Đ

## Chỉ dẫn
1. ↑  Trong tiếng các dân tộc thuộc nhóm ngôn ngữ Môn-Khmer ở Tây Nguyên và trong tiếng Việt cổ (trước thế kỷ 16, xem Chữ Nôm) thì đăk đã có nghĩa là nước, sông, suối, còn krông nghĩa là sông.